# Kanton Naves
Der Kanton Naves ist ein französischer Kanton im Département Corrèze und in der Region Nouvelle-Aquitaine. Er umfasst 13 Gemeinden in den Arrondissements Tulle und Ussel. Bei der landesweiten Neuordnung der französischen Kantone wurde er 2015 neu geschaffen mit Naves als Hauptort (frz.: bureau centralisateur).

## Gemeinden
Der Kanton besteht aus 13 Gemeinden mit insgesamt 11.515 Einwohnern (Stand: 1. Januar 2022) auf einer Gesamtfläche von 258,51 km²:
| Gemeinde                  | Einwohner 1. Januar 2022 | Fläche km² | Dichte Einw./km² | Code INSEE | Postleitzahl | Arrondissement |
| ------------------------- | ------------------------ | ---------- | ---------------- | ---------- | ------------ | -------------- |
| Bar                       | 307                      | 20,82      | 15               | 19016      | 19800        | Tulle          |
| Chameyrat                 | 1.492                    | 18,95      | 79               | 19038      | 19330        | Tulle          |
| Corrèze                   | 1.173                    | 34,16      | 34               | 19062      | 19800        | Tulle          |
| Favars                    | 1.121                    | 11,88      | 94               | 19082      | 19330        | Tulle          |
| Gimel-les-Cascades        | 765                      | 20,86      | 37               | 19085      | 19800        | Tulle          |
| Les Angles-sur-Corrèze    | 126                      | 4,73       | 27               | 19009      | 19000        | Tulle          |
| Meyrignac-l’Église        | 63                       | 10,22      | 6                | 19137      | 19800        | Ussel          |
| Naves                     | 2.318                    | 35,93      | 65               | 19146      | 19460        | Tulle          |
| Orliac-de-Bar             | 256                      | 14,97      | 17               | 19155      | 19390        | Tulle          |
| Saint-Augustin            | 417                      | 29,31      | 14               | 19181      | 19390        | Tulle          |
| Saint-Germain-les-Vergnes | 1.149                    | 19,15      | 60               | 19207      | 19330        | Tulle          |
| Saint-Hilaire-Peyroux     | 997                      | 18,89      | 53               | 19211      | 19560        | Tulle          |
| Saint-Mexant              | 1.331                    | 18,64      | 71               | 19227      | 19330        | Tulle          |
| Kanton Naves              | 11.515                   | 258,51     | 45               | 1911       | –            | –              |

## Politik
| Vertreter im Departementrat | Vertreter im Departementrat             | Vertreter im Departementrat |
| Amtszeit                    | Namen                                   | Partei                      |
| --------------------------- | --------------------------------------- | --------------------------- |
| 2015–                       | Emilie Boucheteil Jean-Claude Peyramard | PS                          |